# UFC Fight Night: Muniz vs. Allen
UFC Fight Night: Muniz vs. Allen（ユーエフシー・ファイトナイト：ムニス・バーサス・アレン、別名UFC Fight Night 220、UFC on ESPN+ 78）は、アメリカ合衆国の総合格闘技団体「UFC」の大会の一つ。2023年2月25日、ネバダ州ラスベガスのUFC APEXで開催された。

## 大会概要
本大会はアンドレ・ムニスとブレンダン・アレンのミドル級戦が組まれた。

## 試合結果

### プレリミナリーカード
第1試合 ライト級 5分3R
○  ヌルーロ・アリエフ vs.  ハファエル・アウベス ×
3R終了 判定2-0（29-27、29-27、28-28）
第2試合 ライト級 5分3R
○  ジョー・ソレッキ vs.  カール・ディートン ×
2R 4:55 リアネイキドチョーク
第3試合 130ポンド契約 5分3R
○  オデー・オズボーン vs.  チャールズ・ジョンソン ×
3R終了 判定2-1（28-29、29-28、29-28）
第4試合 ライト級 5分3R
○  ジョーダン・レビット vs.  ビクター・マルティネス ×
1R 2:27 TKO（膝蹴り連打→パウンド）
第5試合 女子フライ級 5分3R
○  ジャスミン・ジャスダビシアス vs.  ガブリエラ・フェルナンデス ×
3R終了 判定3-0（30-26、30-26、30-26）
第6試合 ライト級 5分3R
○  トレバー・ピーク vs.  エリック・ゴンザレス ×
1R 4:59 KO（右フック→パウンド）

### メインカード
第7試合 ウェルター級 5分3R
○  マイク・マロット vs.  ヨアン・レイネス ×
1R 4:15 肩固め
第8試合 女子フライ級 5分3R
○  タチアナ・スアレス vs.  モンタナ・デ・ラ・ロサ ×
2R 2:51 ギロチンチョーク
第9試合 ライトヘビー級 5分3R
○  アウグスト・サカイ vs.  ドンテイル・メイエス ×
3R終了 判定3-0（30-27、30-27、30-27）
第10試合 ミドル級 5分3R
○  ブレンダン・アレン vs.  アンドレ・ムニス ×
3R 4:25 リアネイキドチョーク

### 各賞
ファイト・オブ・ザ・ナイト：該当無し
パフォーマンス・オブ・ザ・ナイト：ブレンダン・アレン、タチアナ・スアレス、マイク・マロット、トレバー・ピーク、ジョーダン・レビット、ジョー・ソレッキ
各選手にはボーナスとして5万ドルが授与された。

### カード変更
負傷などによるカードの変更は以下の通り。